# Кухтенко, Александр Иванович
Александр Иванович Кухтенко (11 марта 1914, Городня — 18 декабря 1994, Киев) — советский учёный в области механики и технической кибернетики, академик АН УССР (с 1972 года, член-корреспондент с 1964 года).

## Биографические сведения
Родился 11 марта 1914 года в городе Городне (Черниговской области). В 1936 году окончил Донецкий индустриальный институт. После окончания работал в институте до 1941 года.
С 1946 года до 1955 года работал в Институте горной механики АН УССР, в 1956-1982 годах — в Киевском институте инженеров гражданской авиации (с 1956 года — профессор). С 1963 года работал в Институте кибернетики АН УССР.
Жил в Киеве в доме на улице Владимирской, 51/53, квартира 21. Умер 18 декабря 1994 года в Киеве. Похоронен в Киеве на Байковом кладбище (участок № 49а).

## Научная деятельность
Работы Александра Ивановича посвящены аналитической механике, теории автоматического управления (теория инвариантности и её технических приложений), теории систем (построение основ аксиоматической теории динамических управляемых систем) и её приложениям в области построения сложных технических систем управления.
Сфера его научных концепций включала как теоретический базис кибернетики, так и её прикладное направление. К первому относятся его работы в области абстрактной и общей теории систем. До второго (прикладного) направления относятся работы в области систем, инвариантных к возмущениям.
Его концепция общей теории систем определена как научное направление, ориентированное на изучение теоретических и прикладных проблем анализа и синтеза сложных систем произвольной природы. Как основу для их единства принята аналогичность (изоморфизм) процессов, протекающих в системах различного типа (технических, биологических, экономических, социальных, экологических и тому подобное).

## Педагогическая деятельность
При непосредственном участии Александра Кухтенко в Киевском политехническом институте на базе научно-исследовательского сектора кафедры математических методов системного анализа 15 декабря 1990 года был создан Научно-исследовательский институт междисциплинарных исследований (НИИМД).
Идеологические основы междисциплинарных исследований, прогрессивные научные направления НИИМД, предложенные А. И. Кухтенко, сочетание научных разработок с учебным процессом послужили в дальнейшем базой для создания Учебно-научного комплекса «Институт прикладного системного анализа» в системе НАН Украины и Министерства образования и науки Украины.

## Награды
Заслуженный деятель науки УССР. Дважды лауреат Государственных премий Украины в отрасли науки и техники:
- 1978 — за «Энциклопедию кибернетики» в двух томах, опубликованную в 1973—1974 годах[1];
- 1991 — за цикл монографий по теории инвариантности и её применению в системах автоматического управления[2].